# 櫸坂46歷史
櫸坂46是在日本演藝製作人秋元康的企畫之下於2015年組成的日本大型女子偶像組合，創團之初被定位為乃木坂46的「姊妹團」。在創團5年後成為一個無論是在作品銷售量、媒體曝光率或知名度上，在日本國內市場佔有一席之地的賣座演藝團體。2020年10月14日，該團更名為櫻坂46。
本文主要收錄與櫸坂46相關的歷史資訊，以年表的方式按照發生時間先後記載。收錄的內容除了櫸坂46團體內的發展歷史之外，也涵蓋部分與櫸坂46相關、發生於乃木坂46及其前附屬團體「平假名櫸坂46」（現日向坂46）之間的跨團體資訊。

## 2015年
2月22日，在「乃木坂46 3rd YEAR BIRTHDAY LIVE」的安可部分发表了坂道系列的新企劃与一期生招募的消息。
6月28日，1期生成員募集活動開始，最終審査與4年前成軍的乃木坂46相同定於8月21日舉行。
8月21日，舉行鳥居坂46的1期生最後審查會，共有22名成員通過，並宣布鳥居坂46將改名為櫸坂46，因此22名成員成為櫸坂46的1期生。在正式披露之前，1期生鈴木泉帆辭退，官方表示将以21名成員开始活动。
10月5日，櫸坂46首個冠名節目《櫸字、会写吗?》開播。
11月11日，1期生原田真由辭退，剩餘20名成員。
11月14日，櫸坂46官方成員博客開通。
11月14日及15日，在Zepp DiverCity举办「鑑定會」（お見立て会），為全團首次的歌迷見面活動。
11月29日，在《櫸字、会写吗?》中，發表新成員長濱禰留正式加入。由於長濱並沒有參加櫸坂46的最終審查，所以暫時為「平假名櫸坂46」（けやき坂46）的成員，身分類似乃木坂46的Under成員。此外，同時宣布將追加招募平假名櫸坂46的成員。
12月16日，首次於「2015 FNS歌謠祭 THE LIVE」出演音乐节目。
12月19日及20日，於東京都內數個地方舉行握手會。

## 2016年
1月16日及17日，在Zepp DiverCity举办活动「新春! 热情好客会」。
1月30日，在「日本放送 LIVE EXPO TOKYO 2016 ALL LIVE NIPPON VOL.4」的開場中首次進行現場演出。
2月28日，在「SKY PerfecTV! MUSIC FESTIVAL音樂祭2016」中演出。
2月29日，於《櫸字、會寫嗎?》宣布出道單曲選拔成員。除了平假名櫸坂的長濱禰留以外，全員進入選拔。此外並宣布出道單曲的Center（センター；中心位置成員）由團體最年少的平手友梨奈擔任，平手也成為櫸坂46的初代Center。
3月17日，初次舉行單獨演唱會「櫸坂46直播！出道COUNTDOWN LIVE」。
4月2日，初冠名廣播節目《櫸坂46 這裡是有樂町星空放送局》開始播出。
4月6日，出道單曲《沉默的多數》發行，首周銷量達26.2萬，除了登上Oricon公信榜週榜首位，同時也刷新歷代女性歌手出道單曲的最高銷量。
5月8日，於影音串流網站SHOWROOM公佈平假名櫸坂46的11名合格成員。
6月27日，於《櫸字、會寫嗎?》宣布第2張單曲選拔成員。平假名櫸坂46成員長濱禰留正式兼任櫸坂46，並入選第2張單曲選拔成員，使櫸坂46成員數回到成立之時的21人。與前一張單曲相同，全員皆為選拔成員，Center由平手友梨奈續任。
7月17日，初次主演的電視劇《誰殺了德山大五郎？》開始播出。
8月10日，第2張單曲《世界上只有愛》發行，首周銷量為32.3萬，第2度獲得Oricon公信榜週榜首位。
10月17日，於《櫸字、會寫嗎?》宣布第3張單曲選拔成員。与上张单曲相同，櫸坂46全員、以及平假名櫸坂46成員長濱禰留皆為選拔成員，Center由平手友梨奈續任；表演站位則採用7×3的矩陣。
10月22日，參與演出日本放送在橫濱體育館舉辦的《PERFECT HALLOWEEN 2016》。由於成員身著黑色連身裙及繡有金色鳥徽大盤帽的表演服，與納粹軍裝極為相似，因而引起歐洲媒體的報導與社群網站上的批評。在猶太人組織西蒙·維森塔爾中心（Simon Wiesenthal Center）提出抗議後，日本索尼音樂與櫸坂46的製作人出面致歉。
10月29日，參與演出日本電視台在東京國立代代木競技場第一體育館舉辦的《日視 HALLOWEEN LIVE 2016》第二天場次。
11月24日，獲選參加第67回NHK紅白歌合戰，為第一次紅白參賽。
11月30日，第3張單曲《兩人季節》發行，首周銷量為44.2萬，除了第3度獲得Oricon公信榜週榜首位，也成為睽違20年史上第2組在出道第一年單曲單周銷量就突破40萬的女性團體。
12月7日，獲得「Yahoo！搜尋大賞2016」偶像部門的冠軍。
12月24日，ORICON公布年度排行榜，櫸坂46为2016年度新人總銷售金額第1名（16.3億日元）。
12月24、25日，於東京有明競技場舉行初次的One-Man Live（單獨公演）。
12月28日，參與演出在幕張展覽館舉行的「COUNTDOWN JAPAN 16/17」第一日公演。
12月31日，於第67回NHK紅白歌合戰出演，演唱曲目為《沉默的多數》。

## 2017年
1月21日，於《兩人季節》全國握手會活動中發表隊長及副隊長人選，分別由菅井友香及守屋茜擔任，兩人並在當日晚間於SHOWROOM上向歌迷報告此消息。
2月14日，營運方在網路上公布第4張單曲發行的消息，並在當月27日播出的《櫸字、會寫嗎?》公布該單曲選拔成員，櫸坂本團全員21名繼續入選，Center也繼續由平手友梨奈擔任。3月11日，營運方在官方網站上公布該單曲將取名為《不協和音》，將於4月5日發行。
3月21日至12月13日期間，分別於東京（3月21日・22日）、大阪（5月31日）、名古屋（7月6日）、北海道（9月26日）、褔岡（11月6日）與千葉（12月12日・13日）舉行「平假名櫸坂全國巡演2017」。
4月5日，第4張單曲《不協和音》發行，首周銷量為63.2萬，第4度獲得Oricon公信榜週榜首位。
4月6日，於國立代代木競技場舉行「櫸坂46出道一周年紀念LIVE」。並在這場演唱會中發表將於今夏舉行平假名櫸坂46的新成員甄選。
4月13日，成員今泉佑唯透過營運方宣布，因身體不適須靜養一段時間，即日起暫停在櫸坂46的團體活動。
5月18日，成員出演的第二部電視劇《残酷的观众们》（残酷な観客達）於日本电视台開始播出。
5月31日，平假名櫸坂46舉辦新成員招募活動。
6月16日，隊長菅井友香與副隊長守屋茜在SHOWROOM上公布第1張專輯發行的消息。
6月24日，粉絲俱樂部正式成立。
6月24日发生欅坂46握手会烟雾弹事件。当日19:40左右，在幕張展覽館舉辦的櫸坂46全國握手會上，一男子攜帶12cm長的刀具排在平手友梨奈與柿崎芽實所在的握手隊伍裡，期間點燃煙霧彈，意圖襲擊平手友梨奈，之後被安保人員制服。
7月19日，第1張專輯《抹黑純真》正式發行。
7月22日・23日，在富士急高原樂園舉辦第一次的野外單獨演唱會《櫸共和國 2017》
8月2日至30日期間，分別於兵庫（2日・3日）、福岡（9日・10日）、愛知（16日・17日）、宮城（22日・23日）、新潟（25日）與千葉（29日・30日）等六縣市舉行「櫸坂46 全國巡演2017 抹黑純真」。
8月18日，成員今泉佑唯於個人官方部落格宣布正式回歸，繼續其在櫸坂46的團體活動。
9月，櫸坂46獲頒「MTV VMAJ 2017」的特別獎「Best Buzz Award」。
9月25日，在當日凌晨播出的《櫸字、會寫嗎?》節目中發表了第5張單曲選拔成員，同時成員長濱禰留自第5張單曲起專任櫸坂46，解除兼任平假名櫸坂46。
10月25日，第5張單曲《就算風吹》發行，首周銷量為64.3萬，第5度獲得Oricon公信榜週榜首位。
11月16日，第二度獲選參加第68回NHK紅白歌合戰。
12月6日，連續第二年獲得「Yahoo！搜尋大賞2017」偶像部門的冠軍。
12月23日，ORICON公布年度排行榜，櫸坂46于2017年度總銷售金額為38.3億日元（第9名）。
12月28日，今泉佑唯再次宣布暫停活動。
12月31日，於第68回NHK紅白歌合戰出演，演唱曲目為《不協和音》，在表演结束后返场與總主持人內村光良再次演出。但在演出時至結束後發生成員身體不適的突發狀況，平手友梨奈與鈴本美愉在台上虛脫暈倒、志田愛佳於表演結束後表示身體不適，醫療小組診斷出3人皆有過度換氣症狀，緊急處置後已無大礙。

## 2018年
1月30日至2月1日，原定由平假名櫸坂46及櫸坂46於日本武道館分別舉辦為期一天（1月30日）及兩天（2月1及2日）的公演，但因櫸坂46成員平手友梨奈受傷不能參與演出，營運方於1月13日宣布改為三天公演均由平假名櫸坂46負責演出。
2月5日，在當日凌晨播出的《櫸字、會寫嗎?》節目中發表了第6張單曲選拔成員，Center繼續由平手友梨奈擔任。
3月7日，第6張單曲《打破玻璃！》發售，發行2天累計出貨量已突破100萬張，首周銷量83萬3346張，第6度獲得Oricon公信榜週榜首位。
4月6日至4月8日，於武藏野之森綜合體育廣場舉辦為期三天的「櫸坂46 2周年紀念LIVE」，志田愛佳、平手友梨奈、平假名欅坂46皆不參與演出。
4月，於日本全國進行乃木坂46、櫸坂46、平假名櫸坂46的聯合徵選先行說明會「坂道聯合新制成員徵選講座」。
5月3日，志田愛佳因健康因素宣布暫停活動。原田葵因學業因素宣布暫停活動。
7月20日至22日，在富士急高原樂園舉辦野外單獨演唱會《櫸共和國 2018》。
8月7日，今泉佑唯於個人博客上宣佈將在组合第7張單曲後畢業，成為組合單曲出道後首位畢業的成員。
8月11日至9月5日期間，分別於福岡（8月11日・12日）、新潟（8月18日・19日）、神奈川（8月23日・24日）、兵庫（8月30日－9月1日）與千葉（9月4日・5日）五縣市舉行「櫸坂46 夏季全國巡迴演唱會」。
8月15日，第7張單曲《矛盾心理》發售，首周銷量81.2萬張，第7度獲得Oricon公信榜週榜首位，同時刷新自己保持的「出道以來全單曲奪冠」第2名的榜單紀錄。
11月4日，今泉佑唯於京都個別握手会上正式畢業。
11月16日，休养中的志田愛佳宣布畢業。同日起至11月25日「Zambi project」同名舞台劇《Zambi》於東京巨蛋城表演廳上演。
11月29日，營運單位於官網公布坂道聯合徵選的39位合格成員所屬團體。其中櫸坂46将有9名2期生加入。尚未編入所屬團體的18名合格者將以「坂道研究生」身分接受培訓。
12月10日，2期生9名成員於日本武道館舉辦的「見面會」公開露面。
12月20日，ORICON公布年度排行榜，櫸坂46在2018年度總銷售金額為41.0億元（第10名）。
12月31日，第3度獲邀參與「第69回NHK紅白歌合戰」的演出，演唱曲目為《打破玻璃！》。

## 2019年
2月7日－17日，「Zambi project」舞台劇《Zambi〜Theater's end〜》於天王洲銀河劇場上演。
2月11日，平假名櫸坂46舉行緊急SHOWROOM直播，除了宣佈發行首張單曲等唱片出道消息，營運方以突擊方式宣布平假名櫸坂46更名为日向坂46，脫離櫸坂46成為獨立組合。
2月27日，發行第8張單曲《黑羊》。
4月4日－6日，於大阪節慶音樂廳舉辦「櫸坂46 3周年纪念演唱會」。
5月9日－11日，於日本武道館追加舉辦「櫸坂46 3周年纪念演唱會」。
7月5日－7日，於富士急高原樂園舉辦野外單獨演唱會「櫸共和國2019」。
7月30日，长滨祢留在幕张展览馆举办的畢業活動後正式自櫸坂46畢業。
7月31日－8月11日，「Zambi project」第5作舞台劇《Zambi THE ROOM 最後的選擇》於澀谷Hikarie上演。
8月16日－9月6日，舉辦了夏季全國巡迴演唱會，演唱會於4個會場舉行，共有10場公演。
9月，在2019年MTV日本音乐录影带大奖上，单曲《黑羊》获得最佳团体音乐录影带奖。
9月18－19日，前述演唱會的追加公演於東京巨蛋舉行。
11月21日，櫸坂46首度於東京、大阪、名古屋3處開設跨業合作的咖啡廳，販售原創料理與限定商品。
12月8日，原定於冬季發行的第9張單曲延後發行的消息公布。
12月31日，第4度獲邀參與「第70回NHK紅白歌合戰」的演出，演唱曲目為《不協和音》。

## 2020年
1月23日，櫸坂46營運單位在官網發表平手友梨奈退出，織田奈那、鈴本美愉二人畢業，以及佐藤詩織暫停活動的公告。
2月16日，坂道研修生的營運單位於影音服務網站SHOWROOM的「坂道研修生 配屬發表 SHOWROOM」直播中公布14位坂道研修生所屬團體。其中遠藤光莉、大園玲、大沼晶保、幸阪茉里乃、增本綺良及守屋麗奈6人加入櫸坂46，正式成為該團二期生。
5月2日，櫸坂46營運單位在官網發表公告：因受新型冠狀病毒疫情的影響，佐藤詩織的留學將暫緩。
5月29日，原定於7月份舉行的「櫸共和國2020」因受新型冠狀病毒疫情的影響宣佈不會舉辦。
7月16日，榉坂46举办首次无观众单独公演“KEYAKIZAKA46 Live Online, but with YOU!”，公演以线上直播的方式进行。公演的最後，隊長菅井友香宣布櫸坂46五年的歷史即將落幕，未來將以新的團體名稱重新出發。
8月21日，以下载限定的形式發行櫸坂46停止活動前的最後單曲《誰來鳴響那鐘聲？》。
原定于4月3日上映的欅坂46的纪录片《我们的谎言与真实 Documentary of 榉坂46》因受2019冠状病毒病疫情的影响，而延期至9月4日上映。
9月20日晚間9點，新團名「櫻坂46」的宣傳廣告影片於東京澀谷全向交叉路口旁的電子螢幕首播。該影片4小時後於冠名節目「櫸字，會寫嗎？」的廣告時段播出。
9月21日上午6點，新團名相關訊息於官方網站公布。
10月7日，精選輯《比永遠更長的一瞬間〜那時確實存在過的我們〜》发行。
10月12日－13日，櫸坂46將於國立代代木競技場第一體育館举办「櫸坂46最終演唱會」，并於此場演唱會之後不再以「櫸坂46」的名义进行活动，改以「櫻坂46」的新團名繼續活動。